# Teretrurus
Teretrurus is een geslacht van slangen uit de familie schildstaartslangen (Uropeltidae).

## Naam en indeling
Teretrurus werd voor het eerst wetenschappelijk beschreven door Richard Henry Beddome in 1886. De soort behoorde lange tijd tot het geslacht Plectrurus, waardoor de verouderde wetenschappelijke naam in de literatuur wordt gebruikt. Teretrurus sanguineus was lange tijd de enige soort uit het toen monotypische geslacht Teretrurus, tot in 2017 de soort Brachyophidium rhodogaster tot dit geslacht werd gerekend.

### Soorten
Het geslacht omvat de volgende soorten, met de auteur en het verspreidingsgebied.
| Naam                   | Auteur        | Verspreidingsgebied |
| ---------------------- | ------------- | ------------------- |
| Teretrurus rhodogaster | Wall, 1921    | India               |
| Teretrurus sanguineus  | Beddome, 1886 | Zuidelijk India     |

## Verspreiding en habitat
Beide soorten komen voor in delen van Azië en leven endemisch in India. De habitat bestaat uit tropische en subtropische bergbossen, tropische en subtropische hoger gelegen graslanden en plantages, zoals die van teak en kardemom.

## Beschermingsstatus
Door de internationale natuurbeschermingsorganisatie IUCN is aan beide soorten een beschermingsstatus toegewezen. Ze worden beschouwd als 'veilig' (Least Concern of LC).